# Karaman Yavuz
Karaman Yavuz (* 1958 in Elazığ, Türkei) ist deutscher Filmregisseur und -autor in Hamburg.

## Leben
Seit 1979 lebt Yavuz, der türkisch-kurdischer Abstammung ist, in Deutschland. In Hamburg studierte er Soziologie, Politikwissenschaft an der Hochschule für Wirtschaft und Politik sowie Visuelle Kommunikation und Film an der Hochschule für Bildende Künste in Hamburg. Neben dem Studium organisierte er kulturelle Veranstaltungen und unternahm mit einer Gruppe medienpädagogische Videoprojekte.
Sein langer Dokumentarfilm Diarbakir – ich schäme mich, ein Jurist zu sein (1994) wurde bei den „Tagen des türkischen Films“ 1995 in München uraufgeführt und erhielt das Prädikat „Wertvoll“ der FBW. Es entstanden noch weitere Dokumentarwerke.
Yavuz arbeitet seit 2005 beim NDR Fernsehen als fester freier Journalist, seit 2018 für das Ressort Investigation. Schwerpunkte seiner Arbeit sind die Themen Migration, Islam und Türkei.
Im Jahr 2015 wurde er in Ottensen tätlich angegriffen und verletzt, nachdem er einen Bericht über einen Hamburger Islamisten veröffentlicht hatte. Yavuz hatte zu diesem Fall 2014 für das Hamburg Journal recherchiert. Schon während seiner Recherche wurde er von einem Freud des 18-jährigen bedroht, falls er die Ergebnisse seiner Arbeit veröffentlichen würde. Nach dem Angriff erstattete Yavuz Anzeige.

## Veröffentlichungen (Auswahl)
- Filmanalyse. Ein Lied für Beko. Erster kurdischer Film auf kurdisch. Hochschule für bildende Künste, Hamburg 1994, OCLC 944323775.